# Фабулін
Фабулі́н (лат. Fabulinus, від fabulari — «розмовляти», «розповідати») — божество у давньоримській релігії, що відповідало за перші слова дитини. Він належить до групи так званих функціональних нуменів — вузькоспеціалізованих божественних сил, які опікувалися конкретними діями в житті людини.

## Функція та значення
Фабулін був одним із численних домашніх богів, які супроводжували дитину з народження. Йому приносили жертви в момент, коли дитина вперше починала говорити. Ім’я безпосередньо походить від лат. fabulari — «говорити».
Такі божества були частиною сімейного культу, й римляни вірили, що без сприяння Фабуліна дитина могла б не заговорити взагалі або робила б це надто пізно. Поряд із ним існували інші вузькоспеціалізовані нумени — наприклад, Куба (опікувалася сном дитини) або Домідука (супроводжувала при поверненні додому).

## Згадки у джерелах
Основним джерелом, що згадує Фабуліна, є Аврелій Августин, який критикує римський політеїзм у праці De Civitate Dei (Про Град Божий). У VI книзі, 9 розділі він зазначає:
…І є Фабулін, якому моляться, щоб дитина заговорила…
Також ім’я божества згадується у списках indigitamenta — молитовних переліків, якими користувалися понтифіки для виклику відповідного божества при певній потребі.

## Культурний контекст
Наявність таких фігур, як Фабулін, свідчить про деталізацію сакрального простору у римській релігії. Кожному аспекту життя — навіть такому інтимному, як перше слово дитини — відповідала окрема божественна сила. З приходом християнства ці культи зникли, але залишились у працях античних авторів як культурно-релігійне свідчення.